# Peder Särkilax
Peder Särkilax var även en pseudonym för författaren Emil von Qvanten
Peder Särkilax, död troligen 1529, var en finländsk präst. Han var lutherdomens första förkunnare i Finland. 
Peder Särkilax inledde sina studier i Rostock 1516 och fortsatte dem i Louvain följande år. Han blev där påverkad av den erasmuska bibelhumanismen. Paul Juustens krönika omnämner honom som den första av de magistrar från Wittenberg som kom till Finland. Det innebär att han senare avlägsnade sig från den louvainska traditionen och närmade sig reformationen. Efter återkomsten till hemlandet omkring 1523 blev han kanik vid Åbo domkyrka. Det är uppenbart att bland andra Mikael Agricola fått avgörande impulser av hans predikningar. Uppgiften att han var den första prästmannen i Finland som efter reformationens införande ingått äktenskap är omstridd. 